# مادر باستانی بی‌حد و حصر
مادر باستانی بی‌حد و حصر، ملکه مادر غرب (انگلیسی: Queen Mother of the West) با نام‌های محلی مختلف شناخته می‌شود، الهه مادر در ادیان سنتی چینی و اساطیر چین است که در کشورهای همسایه آسیایی نیز پرستش می‌شده‌است و از زمان‌های قدیم گواهی شده‌است.